# Ramón Alva de la Canal
Ramón Alva de la Canal né le 29 août 1892 à Mexico et mort le 4 avril 1985 dans a même ville, est un peintre, illustrateur et éducateur mexicain, l'un des pionniers du mouvement muraliste mexicain.

## Biographie
Ramón Pascual Loreto José Alva de la Canal naît le 29 août 1892 à Tacubaya, aujourd'hui un quartier de Mexico,. Il reçoit sa formation artistique à l'Académie de San Carlos puis à l'Escuela de Pintural al Aire Libre de Coyoacán avec comme enseignant Alfredo Ramos Martínez. Il  combat dans la révolution mexicaine avec Dr Atl et Orozco.
Au cours de sa carrière, il est muraliste, graveur, illustrateur, metteur en scène et enseignant. Il commencé par adhérer au Sindicato de Obreros Técnicos, Pintores, Escultores y Grabadores (syndicat des travailleurs techniques, peintres, sculpteurs et graveurs) en 1923, qui est organisé par José Vasconcelos,.
La plupart de ses travaux sont liés aux mouvements politiques et culturels, à commencer par les initiatives culturelles du secrétaire à l'Éducation José Vasconcelos. Il est membre du mouvement stridentiste avec Leopoldo Mendez et Fermin Revueltas entre 1921 et 1926, illustrant de nombreuses publications de ce mouvement. En 1928, il est l'un des membres fondateurs du Grupo Revolucionario de Pintores 30-30 avec Fermín Revueltas, Fernando Leal, Gabriel Fernández Ledesma et le cubain Martí Casanovas, qui est lié au mouvement Escuelas de Pinturas al Aire Libre ,.
Il est l'un des pionniers du mouvement muraliste mexicain, en particulier des fresques, recruté par Vasconcelos avec d'autres muralistes tels que Diego Rivera, David Alfaro Siqueiros, José Clemente Orozco, Jean Charlot, Fernando Leal, Fermín Revueltas, Emilio García Cahero, Xavier Guerrero et Carlos Mérida,. Il réalise la première fresque du XXe siècle au Mexique en 1922 avec El desembarco de la cruz au Collège San Ildefonso ,. Il peint quatre peintures murales pour le Secretaría de la Defensa Nacional appelées La paz, La Guerra, El dolor Humano et La Victoria. Son œuvre la plus grande et la plus importante est constituée de cinquante-six panneaux de fresque pour le monument à José María Morelos à Janitzio, Michoacán en 1938 avec un artiste appelé Pepe Díaz ,,. Il peint une peinture murale inachevée intitulée La justicia y la justicia à la faculté de droit de l' Universidad Metropolitana Xalapa en 1938. À Coyuca de Catalán, Guerrero, il peint une fresque intitulée La enseñanza, mais elle disparaît lorsqu'un tremblement de terre détruit l'école sur laquelle elle était peinte.
En plus du travail mural, il est connu pour d'autres activités artistiques. En 1922, il apprend la gravure sur bois auprès de Jean Charlot. Sa première œuvre de ce type est la couverture du livre Plebe de Germán List Arzubide en 1925. La plupart de ses travaux de gravure sont liés à ses activités politiques. Il enseigne ensuite ces compétences au Centros de Pintura Populares. En 1932, il crée une troupe de théâtre au Palacio de Bellas Artes avec Germán Cueto, Lola Cueto et Roberto Lago et devient chef du département de théâtre pour enfants du Secretaría de la Educación Pública en 1934. Il enseigne également à l'Escuela Nacional de Bellas Artes et dans un collège. À la fin des années 1950, il est à la tête de l'Escuela de Artes Plásticas de Xalapa,. Il contribue à faire revivre le théâtre de marionnettes au Mexique, en gérant un théâtre avec ses deux sœurs, et est également  remarqué pour ses peintures de portraits.
Son travail dépeint les villes de manière positive, comme des lieux où les gens peuvent atteindre leur potentiel maximal grâce à l'accès à la technologie et à l'éloignement de la vie rurale. Il déclare : « Pour comprendre ou faire de l'art, il faut avant tout une sensibilité, une délicatesse spirituelle, une certaine conformation nerveuse et la volonté de l'embrasser ».
En 1981, il devient membre de l' Academia de Artes de Mexico.
Il meurt le 4 avril 1985 à Mexico d'une crise cardiaque à l'âge de 92 ans.
En 1989, Javier Audirac tourne un documentaire sur lui.